# Кузбит Юрій Михайлович
Кузбит Юрій Михайлович (нар. 29 березня 1977, м. Івано-Франківськ) — український адвокат. Директор та власник адвокатської компанії. Народний депутат України 9-го скликання від партії «Слуга народу». Член Комітету Верховної Ради з питань бюджету, голова підкомітету з питань бюджетної політики та удосконалення положень Бюджетного кодексу України.

## Життєпис
Народився 29 березня 1977 року в місті Івано-Франківську.

### Освіта
Випускник Прикарпатського університету ім. Василя Стефаника, юридичний факультет, за спеціальністю правознавство (1999 рік). У 2016 році отримав свідоцтво на право зайняття адвокатською діяльністю. Володіє українською, російською та англійською мовами.

### Кар'єра, досягнення
З 2000 року почав юридичну практику. Був прийнятий на посаду провідного-спеціаліста юриста в управління архітектури та містобудування Івано-Франківської ОДА, як переможець конкурсу. Брав участь в залученні інвестицій та подальшому створенні та організації роботи спільного українсько-бельгійського підприємства ТОВ «Руслана-Текстиль», яке виробляло текстильну продукцію орієнтовану на експорт в країни Західної Європи.
Працюючи на посаді помічника заступника голови Інституту національної пам'яті брав безпосередню участь у створенні Національного історико-меморіального заповідника «Биківнянські могили» — найбільше в Україні місце поховання жертв політичних репресій 1939—1941 років.
Як юридичний консультант брав участь в мінімізації господарських та репутаційних ризиків будівельної компанії ТОВ «Градострой» пов'язаних із затримкою процесу будівництва та виконання зобов'язань перед інвесторами. В результаті компанія уникла процедури банкрутства, а інвестори зберегли можливість отримання права власності на нерухоме майно. Забезпечував юридичний супровід процесу первинного розміщення акцій IPO на Варшавській фондовій біржі (WSE), для компанії KSG Agro шляхом розміщення 33 % акцій на загальну суму 39,6 млн.дол. (2011 р.)
В 2016 році став власником компанії ТОВ "Адвокатська Група «Прецедент», яка займається господарською діяльністю у сфері права. Основні напрямки діяльності, це правовий консалтинг, юридична логістика та представництво інтересів клієнта в суді.

## Політична діяльність
Кандидат у народні депутати від партії «Слуга народу» на парламентських виборах у 2019 році (виборчий округ № 101, Благовіщенський, Гайворонський, Голованівський, Маловисківський, Новоархангельський, Новомиргородський райони). На час виборів: директор ТОВ "Адвокатська Група «Прецедент», проживає в місті Києві. Безпартійний.
22 липня 2025 року проголосував за проєкт закону 12414, що обмежує Національне антикорупційне бюро України та Спеціалізовану антикорупційну прокуратуру. Закон викликав хвилю антикорупційних протестів.